# BESM (Computer)
BESM (russisch БЭСМ) ist der Name einer sowjetischen Großrechnerserie. Er steht für russisch Быстродействующая Электронно-Счётная Машина (wörtliche Übersetzung: „Schnellarbeitende Elektronen-Rechenmaschine“).

## Typen

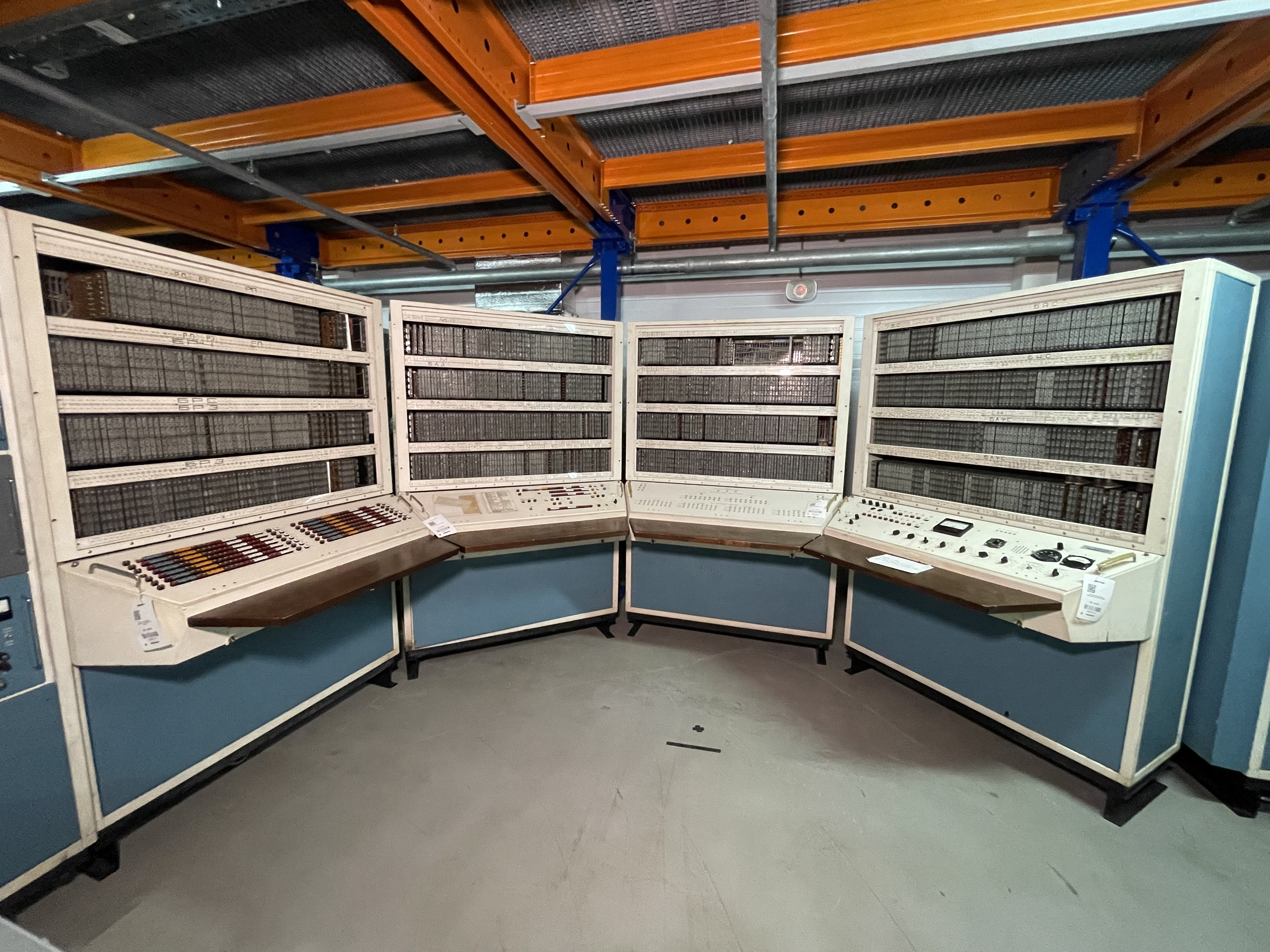
BESM-6, ausgestellt im Polytechnischen Museum in Moskau

BESM-1 war die erste Rechenanlage aus der Serie und hatte 5000 Vakuumröhren. Nur eine BESM-1 wurde gebaut. Als sie 1952 fertig war, war sie zunächst der schnellste Rechner in Europa. Gleitkommazahlen wurden als 39-Bit-Wörter kodiert, es wurden 32 Bit für den numerischen Teil, 1 Bit für das Vorzeichen und 1+5 Bit für den Exponenten verwendet. Der Schreib/Lese-Speicher war ein Ferritkernspeicher. Der externe Speicher bestand aus 4 Magnetbandspeichern, die jeweils 30 000 Wörter speichern konnten. Außerdem war ein Magnettrommelspeicher angeschlossen mit einer Kapazität von 5120 Wörtern und einer Zugriffsrate von 800 Wörtern/Minute. Die Rechenleistung betrug 8–10 KFlops. Ohne Berücksichtigung des Kühlsystems verbrauchte der Röhrencomputer etwa 30 kW.
BESM-2, BESM-3M und BESM-4 waren ebenfalls mit Röhren aufgebaut; es folgte BESM-4a als erster Transistorrechner des sozialistischen Weltteils.
BESM-6 war ein komplett neu entwickeltes Supercomputersystem, wurde 1965 am Institut für Präzisionsmechanik und Computertechnologie entwickelt und ab 1967 produziert, auch für den Export. Die BESM-6 wurde zum Beispiel an der Technischen Universität Dresden und beim Kombinat (VVB) Schiffbau in Rostock eingesetzt. Insgesamt wurden bis 1987 355 Exemplare hergestellt.
BESM-6 war der erste sowjetische Rechner mit einem Betriebssystem. Compiler standen u. a. für die Programmiersprachen Algol 60, FORTRAN-4 und ein standardnahes Pascal zur Verfügung.
Nachfolger von BESM wurde Elbrus.